# Герберт Лют'є
Герберт Генріх Отто Лют'є (нім. Herbert Heinrich Otto Lütje; 30 січня 1918, Майне — 18 січня 1967, Кельн) — німецький льотчик-ас нічної винищувальної авіації, оберстлейтенант люфтваффе вермахту, оберст люфтваффе бундесверу. Кавалер Лицарського хреста Залізного хреста з дубовим листям.

## Біографія
В 1937 році вступив в люфтваффе. Після закінчення авіаційного училища зарахований в 2-у винищувальну ескадру. Учасник Польської і Французької кампаній. В 1941 році переведений в 1-у ескадру нічних винищувачів і в 1942 році очолив 8-у ескадрилью. З червня 1943 року — командир 4-ї групи 6-ї ескадри нічних винищувачів. 13 вересня 1944 року призначений командиром 6-ї ескадри нічних винищувачів і очолював її до кінця війни. Всього за час бойових дій здійснив 247 бойових вильотів і збив 50 літаків, в тому числі 47 вночі. В липні 1957 року вступив у ВПС ФРН.

## Нагороди
- Нагрудний знак пілота
- Залізний хрест 2-го і 1-го класу
- Почесний Кубок Люфтваффе (28 вересня 1942)
- Німецький хрест в золоті (28 січня 1943)
- Відзначений у Вермахтберіхт
  - «Гауптман Лют'є вчора здобув 6 перемог як нічний винищувач.» (14 травня 1943)
- Лицарський хрест Залізного хреста з дубовим листям
  - лицарський хрест (1 червня 1943) — за 28 перемог.
  - дубове листя (№836; 17 квітня 1945) — за 50 перемог.
- Авіаційна планка нічного винищувача в золоті